# Streptomyces parvus
Streptomyces parvus è una specie batterica appartenente al genere Streptomyces; è stata isolata dalla terra da giardino. Streptomyces parvus è noto per produrre il complesso di actinomicina C, l'arilomicina A5, l'arilomicina A6 e l'actinomicina D.